# دنیس بوبروف
دنیس بوبروف (اوکراینی: Ахрамеев Артём Евгеньевич؛ زادهٔ ۲۵ نوامبر ۱۹۸۲) بازیکن فوتبال اهل اوکراین است.